# Hässlebroddssläktet
Hässlebroddssläktet, Milium, (ibland kallat hässlebroddar) är ett släkte av gräs som förekommer i Eurasien, Nordamerika och Nordafrika.

## Arter inom släktet
Enligt The plantlist:
- Milium atropatanum Maroofi - Iran
- Milium effusum L. - östra och centrala Kanada, nordöstra och norra centrala USA, Eurasien och norra Afrika, från Island och Spanien till Taiwan och Kamchatka
- Milium pedicellare (Bornm.) Roshev. ex Melderis - Mellanöstern
- Milium schmidtianum K.Koch - Turkiet, Iran, Kaukasus
- Milium transcaucasicum Tzvelev - Transkaukasus
- Milium vernale M.Bieb. - Eurasien och norra Afrika, från Frankrike och Marocko till Kazakhstan. Förekommer även vilt i Idaho.

Tidigare placerades en mängd arter i släktet som idag förs till släktena:

Achnatherum, Aeluropus, Agrostis, Airopsis, Alloteropsis, Amphicarpum, Aniselytron, Anthaenantia, Antinoria, Apera, Arundinella, Axonopus, Brachiaria, Cynodon, Digitaria, Echinochloa, Eriochloa, Eriocoma, Gastridium, Homolepis, Ichnanthus, Isachne, Luziola, Muhlenbergia, Nassella, Oplismenus, Oryzopsis, Panicum, Paspalum, Pentameris, Piptatherum, Piptochaetium, Poa, Polypogon, Sorghum, Sporobolus, Trachypogon, Tricholaena, Triplachne, Zingeria and Zoysia.